# Culinária da Suécia

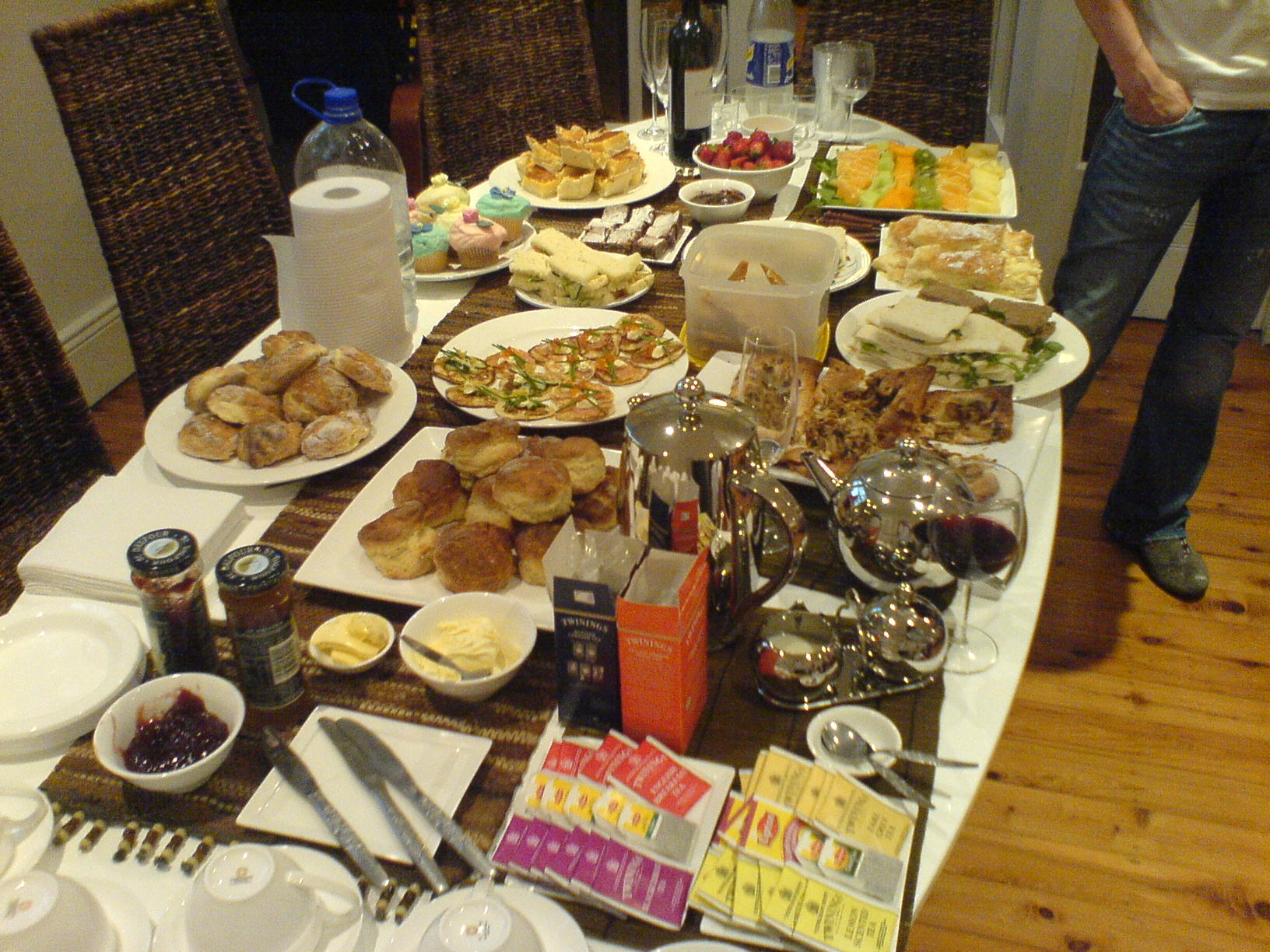
Mesa servida com Smörgåsbord

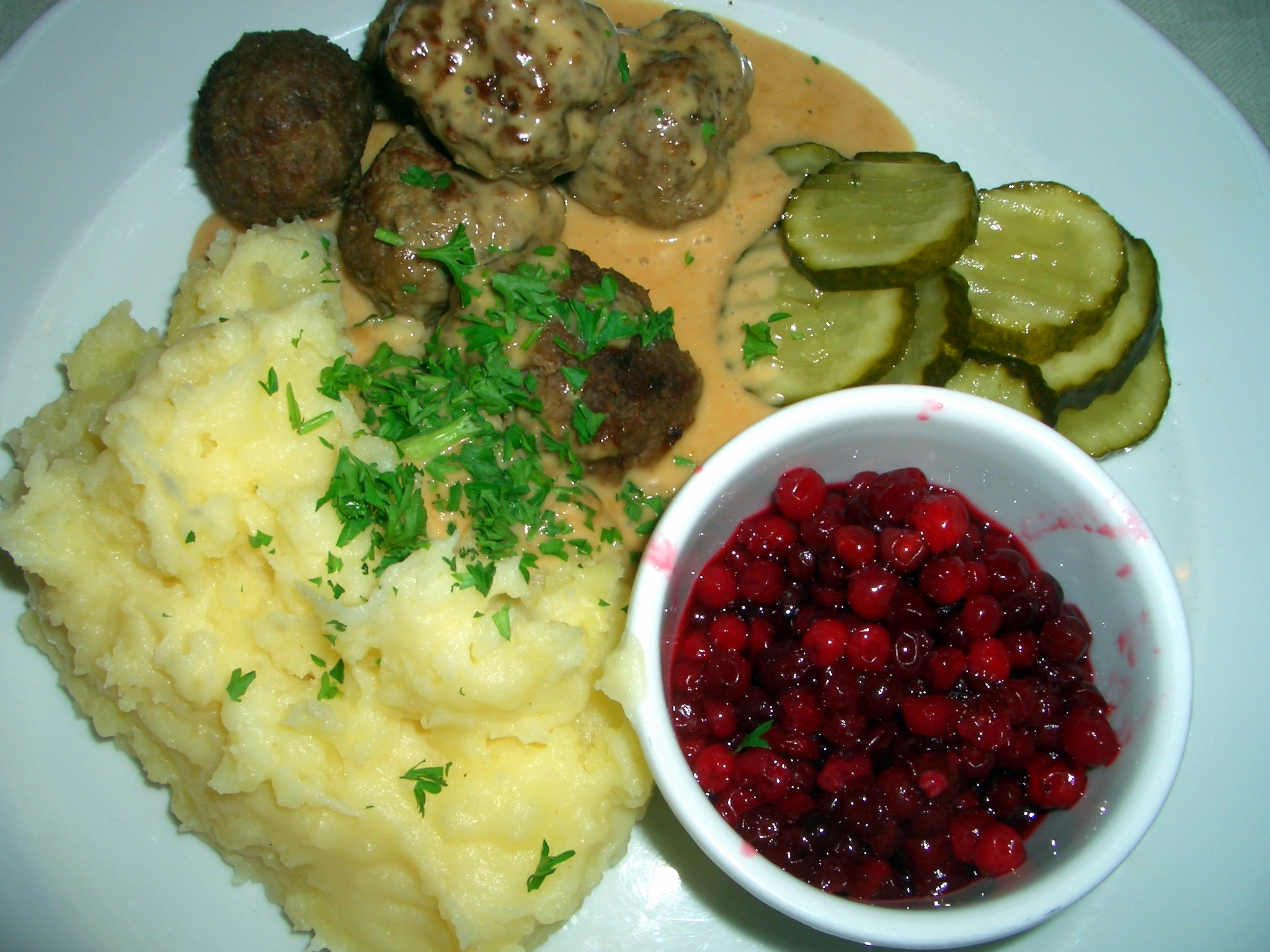
Almôndegas

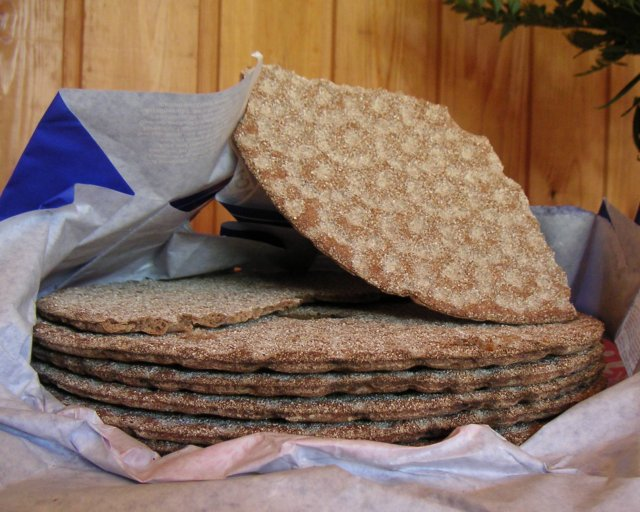
Pão estaladiço (knäckebröd)

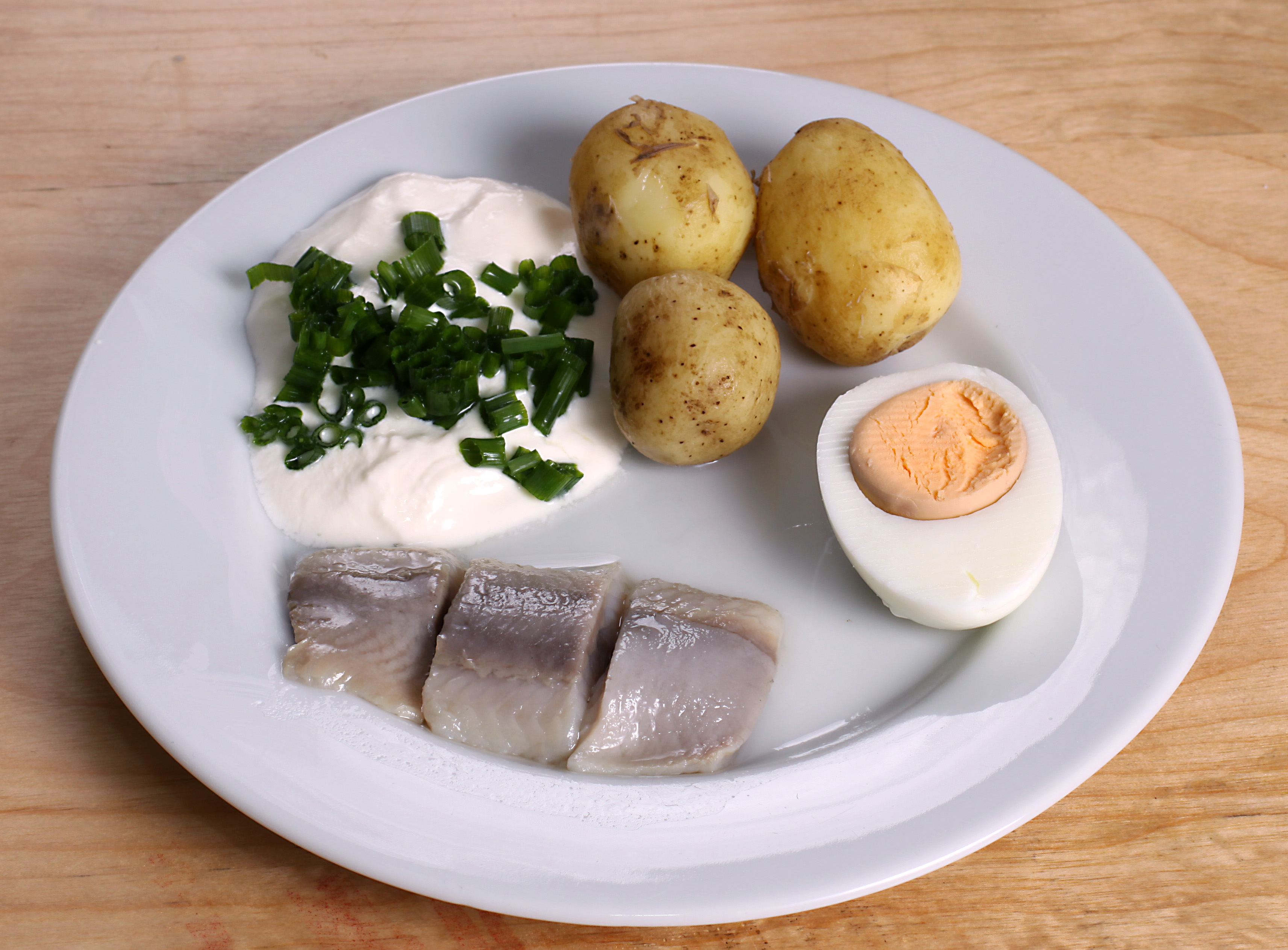
Arenque com batata cozida

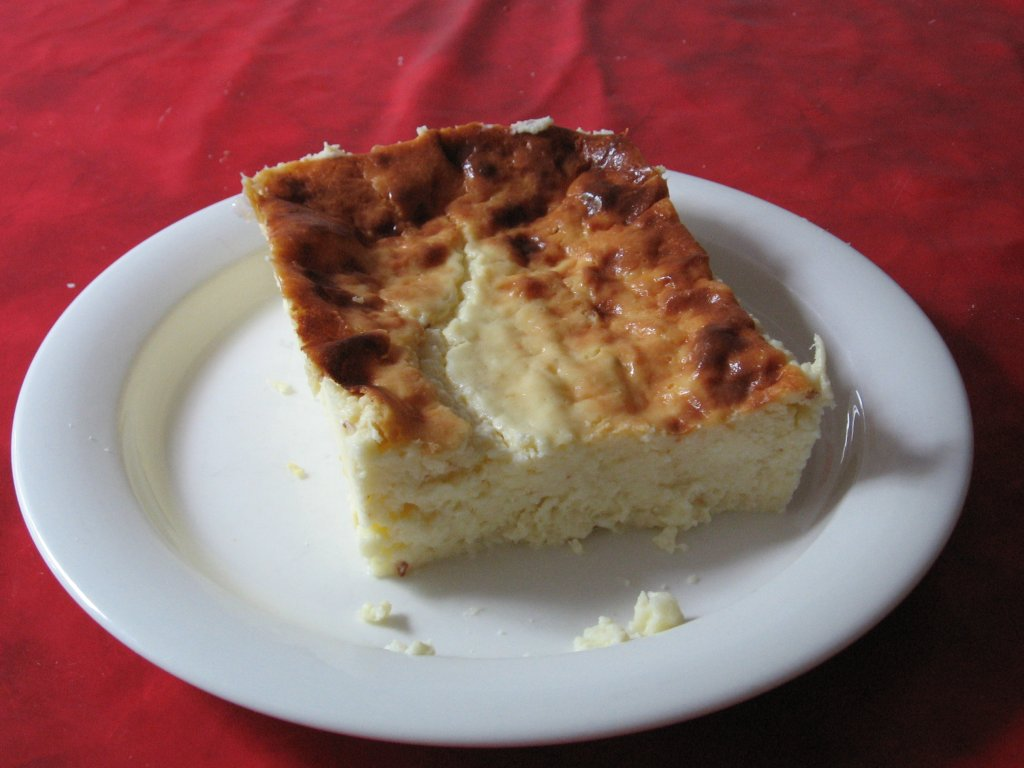
Pastel de queijo

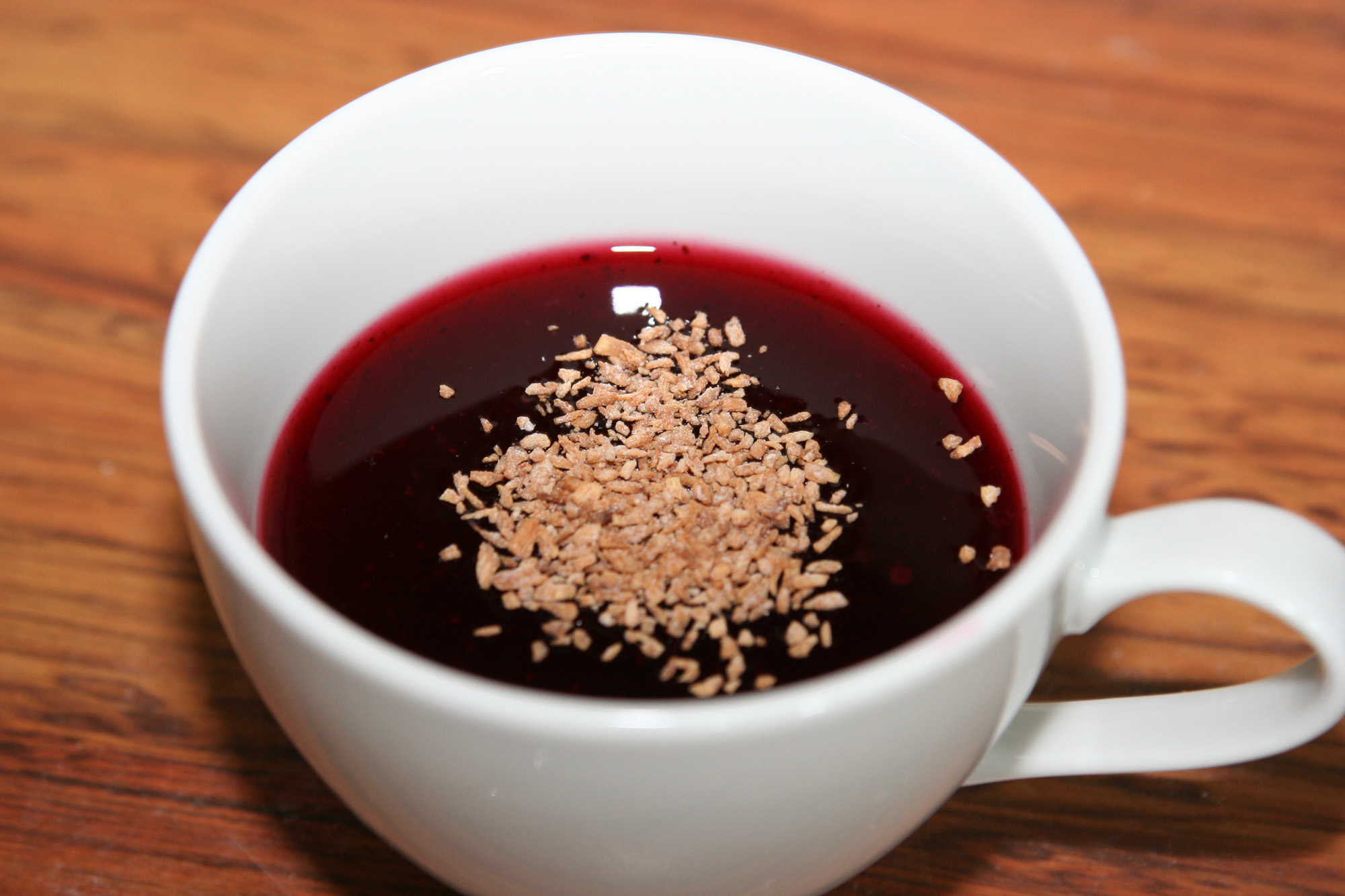
Sopa de arando

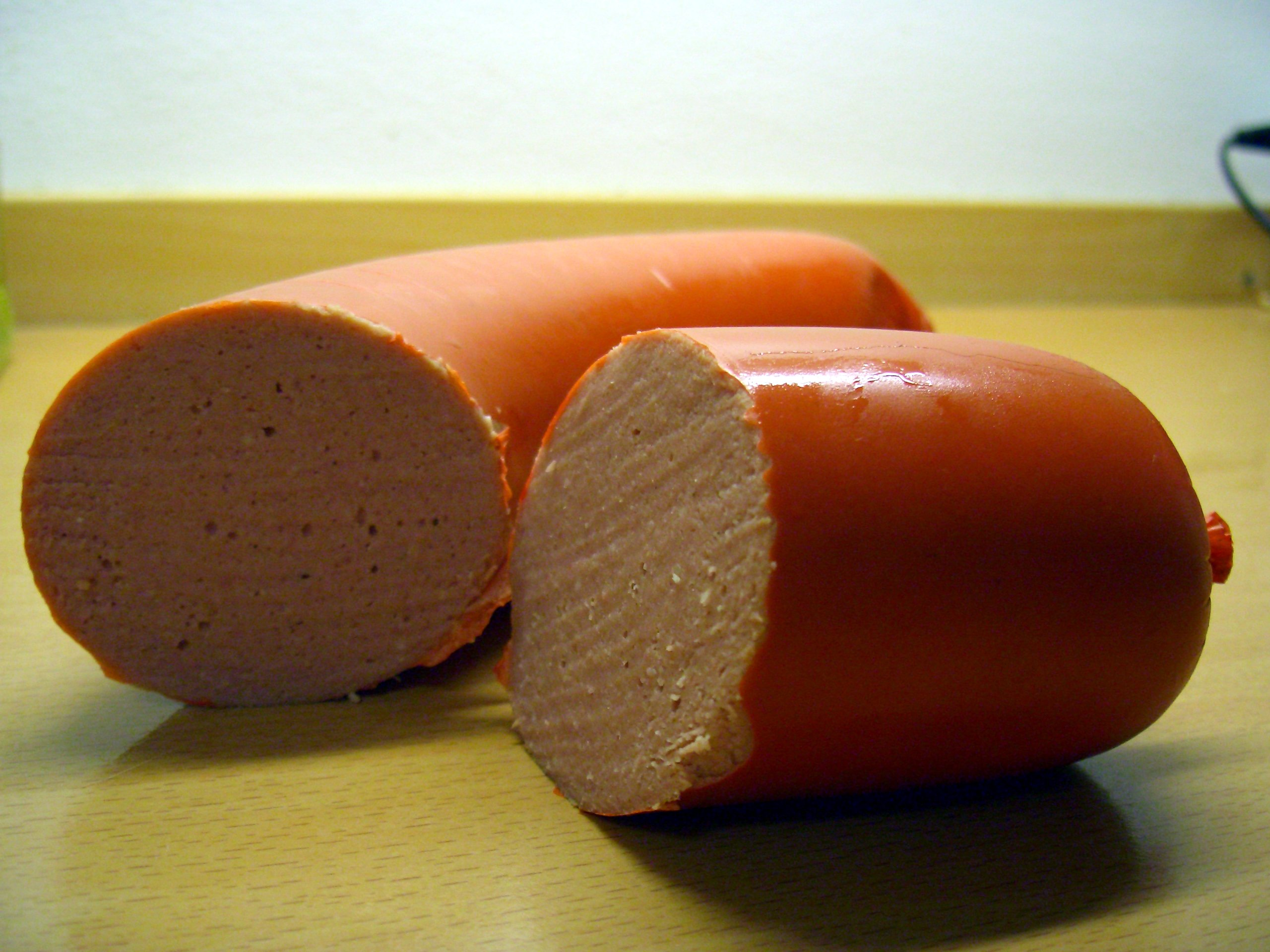
Salsicha de Falun

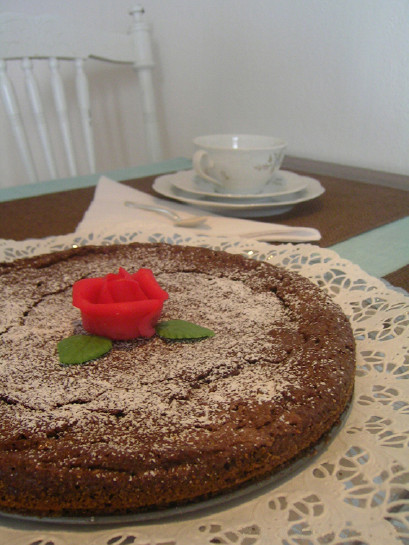
O bolo de chocolate kladdkaka.

A culinária da Suécia baseia-se nas carnes e laticínios, peixe, bagas silvestres, como o mirtilo e o arando-vermelho, com as quais se fazem compotas que, muitas vezes acompanham a comida. As batatas são o acompanhamento normal da comida sueca, cozidas ou em puré, embora também se usem outros vegetais como os pepinos, frescos ou em picles.
Na Suécia come-se uma grande variedade de pães, desde os macios aos crocantes, principalmente de centeio, mas também de trigo (ou da sua variedade selvagem, a espelta), cevada, de massa escura ou clara, usando muitas vezes farinha integral e mesmo com massa azeda. Também são muito apreciados os bolos e biscoitos.

No norte do país, é consumida a carne de rena, e no sul, há maior utilização de legumes e verduras. Os peixes mais consumidos são o bacalhau, a sarda, o arenque e o salmão.
Uma especialidade da Suécia, é o smörgåsbord, um  bufê reunindo variadas iguarias.
Tradicionalmente, os suecos são bastante  abertos às influências culinárias de outros países, como se pode ver pelo consumo de pizza, hamburger, e comida chinesa.

## Pratos típicos
- Almôndegas com macarrão, molho sueco, e doce de mulberry (Svenska köttbullar)
- Salsicha de Falun com puré de batata (Falukorv) [7]
- Arenque curado, acompanhado de batata cozida, natas azedas e cebolinho (sill och potatis)
- Fatias de salmão fumado, com batata cozida, molho branco e endro (rökt lax)
- Sopa de ervilhas amarelas secas (ärtsoppa) [8][9]
- Tentação de Janson (gratinado de anchovas) [10]
- Feijões estufados com carne de porco (bruna bönor med fläsk) [11]
- Smörgåsbord (mesa servida com diversas iguarias)
- Sopa de urtigas (nässelsoppa)
- Pyttipanna (pedacinhos de carne, batatas e cebola na frigideira) [12]
- Sopa de mirtilo (blåbärssoppa)
- Salmão curado (Gravad lax)

## Bebidas típicas
- Café – os suecos estão entre os maiores consumidores mundiais de café
- Cerveja
- Vodka - feita de batata ou de trigo

## Produtos lácteos
- Queijo – Herrgård, Grevé, Prästost, Suecia
- Leite coalhado (filmjölk) [13]

## Pão
Abaixo alguns tipos de pão e referências que permitem procurar outros tipos e detalhes sobre os que são apresentados
- Pão crocante (knäckebröd);[15]
- Pão fino (“tunnbröd”);
- Pão de cerveja (“vörtlimpa” ou “vörtbröd”);
- Trança de pão doce (“vetebröd” ou "kaffebröd");
- Pão de centeio com sementes de alcaravia ou rågbröd, normalmente de farinha integral com sementes inteiras;

## Sobremesas típicas
- Arroz doce com natas batidas e pedacinhos de laranja (ris à la Malta) [16]
- Panquecas com natas batidas e doce de morango (pannkakor)
- Pastel de queijo (ostkaka) [17]
- Bolo de chocolate sueco (kladdkaka)